# Кукалевич Сергій Олександрович
Сергій Олександрович Кукалевич (біл. Сяргей Аляксандравіч Кукалевич; нар. 7 липня 1970, Мінськ, Білоруська РСР) — радянський та білоруський футболіст, півзахисник, футбольний тренер.

## Кар'єра гравця
Народився в Мінську. Футболом розпочав займатися в мінській СДЮШОР-5, перший тренер — М. Шутович. У 1987 році перейшов до дубля мінського «Динамо», у футболці якого відзначився 1 голом. У 1988 році юного півзахисника відправили здобувати досвіду до складу берестейського «Динамо», яке виступало в Другій лізі союзного чемпіонату. Дебютував у футболці клубу з Берестя 5 травня 1988 року в нічийному (2:2) домашньому поєдинку 1-го туру 5-ї зони Другої ліги проти ФК «Орел». Сергій вийшов на поле на 65-й хвилині замінивши Олександра Мельника. У клубі з Берестя провів 32 поєдинки. У 1989 році призваний на військову службу. У 1990 році повернувся зі служби, решту сезону провів у команді Вищої ліги чемпіонату Білоруської РСР Металург (Молодечно).
У 1991 році перейшов у гродненський «Хімік», який брав участь в останньому розіграші Другої ліги чемпіонату СРСР. Оскільки клуби з країн СНД не зуміли домовитися про проведення об'єднаного чемпіонату, то в 1992 році «Хімік» стартував вже в першому розіграші незалежного чемпіонату Білорусі серед команд Вищої ліги. Найуспішнішим для Кукалевича та «Німана» став сезон 1992/93 років коли гродненці стали володарями кубку Білорусі, при чому в півфіналі турніру «Німан» з рахунком 3:2 переміг найсильнішу команду Білорусі 90-х років, мінське «Динамо».
По завершенні сезону 1994/95 років виїхав до Росії, де підписав контракт з клубом першого дивізіону «Факел» (Воронеж). Дебютував у футболці воронезького колективу 10 серпня 1995 року в переможному (3:0) виїзному поєдинку 27-го туру Першої ліги проти майкопської «Дружби». Сергій вийшов на поле в стартовому складі, а на 75-й хвилині його замінив Віталій Єлсуков. Єдиним голом у складі «Факела» відзначився 44-й хвилині нічийного (2:2) виїзного поєдинку 33-го туру Першої ліги проти елістинського «Уралану». Кукалевич вийшов на поле в стартовому складі, а на 70-й хвилині його замінив Євген Зайцев. У складі воронезького клубу зіграв 7 матчів та відзначився 1 голом. У 1996 році перейшов до красноярського «Металурга», який також виступав у Першій лізі. Дебютував за красноярців 7 квітня 1996 року в програному (0:2) виїзному поєдинку 1-го туру проти саратовського «Сокола-ПЖД». Сегій вийшов на поле на 71-й хвилині, замінивши Володимира Бакшеєва. Дебютним голом у футболці «металургівців» відзначився 25 квітня 1996 року на 79-й хвилині програного (2:4) виїзного поєдинку 5-го туру Першої ліги проти тюменського «Динамо-Газовика». Кулакевич вийшов на поле на 78-й хвилині, замінивши Юрія Новика. У складі «Металурга» зіграв 33 матчі (2 голи) в Першому дивізіоні та 1 поєдинок у кубку Росії.
Сезон 1997 року розпочав у першоліговому владивостоцькому «Промені». Дебютував у футболці владивостоцького клубу 2 квітня 1997 року в програному (0:1) виїзному поєдинку 2-го туру проти майкопської «Дружби». Сергій вийшов на поле в стартовому складі, а на 63-й хвилині його замінив Віктор Кашко. Проте гравцем основного складу не зумів стати й по ходу сезону повернувся до Білорусі, де підписав контракт з борисовським БАТЕ. У борисовському клубі в чемпіонатах Білорусі зіграв 21 матч, ще 4 поєдинки провів у кубку Білорусі.
Завдяки вдалим виступам у БАТЕ зацікавив сімферопольську «Таврію», до складу якої приєднався по завершенні сезону 1998 року. Дебютував у футболці сімферопольців 7 березня 1999 року в переможному (1:0) домашньому поєдинку 16-го туру Вищої ліги проти тернопільської «Ниви».. Кукалевич вийшов на 18-й хвилині поєдинку, замінивши Олексія Антюхіна. У складі кримчан зіграв 5 матчів у Вищій лізі.
У 2000 році повертається до Мінська, де захищає кольори місцевого аматорського клубу «Орбіта». У 2003 році повернувся до професіонального футболу, підписавши контракт з першоліговим ФК «Сморгонь», у футболці якого провів 42 поєдинки та відзначився 2-ма голами. У 2005 році перейшов до іншого першолігового клубу, несвіжський «Верас» (10 поєдинків), який став останнім для Сергія в кар'єрі професіонального футболіста. В 2007 році захищав кольори аматорського клубу «Хімік-АЗОТ» (Гродно).

## Кар'єра тренера
По завершенні кар'єри гравця розпочав тренерську діяльність. У 2008 році допомагав тренувати дубль гродненського «Німану». У 2010 році знову допомагав тренувати гродненський клуб. У 2013—2014 роках працював у тренерському штабі «Сморгоні».

## Досягнення
- Кубок Білорусі
  -  Володар (1): 1992/93